# Geschichte des Taxis

Das in Europa heute übliche Taxischild (schematisiert)

Die Geschichte des Taxis umfasst den gesamten Zeitraum, in dem Menschen gegen Entgelt eine persönliche Transportmöglichkeit durch andere Personen wahrnehmen. Sie reicht entsprechend von den bezahlten Chaisenträgern früher Zeiten, die andere mittels ihrer eigenen Muskelkraft beförderten, zur historischen Kraftdroschke, bis zum heutigen Personentransport mit Kraftfahrzeugen, Booten und Kleinflugzeugen. Entsprechend den dazu benutzten Verkehrswegen lassen sich heute Straßentaxis, Wassertaxis und Lufttaxis unterscheiden. Der Taxiverkehr wandelte und erweiterte sich mit den verkehrstechnischen Möglichkeiten. Die Geschichte des Taxi lässt sich als eine quantitative und eine qualitative Entwicklung verstehen. Die quantitative versteht sich aus einem mit dem technischen Fortschritt immer breiter gewordenen Angebot an Beförderungsmöglichkeiten, die qualitative aus den steigenden Ansprüchen der Beförderten an Komfort, Sicherheit und Schnelligkeit der Transportmittel. Die Geschichte des Taxi zeigt sich damit als ein Begleitgeschehen zur Entwicklung des Verkehrswesens und zu den Fortschritten der menschlichen Zivilisation. In diesem langen Zeitraum hat das heute international allgemein unter der Bezeichnung „Taxi“ bekannte Phänomen zahlreiche unterschiedliche Namensgebungen erfahren, die teilweise bis heute fortbestehen.

## Mit Muskelkraft betriebene Taxis

### Chaisentaxi

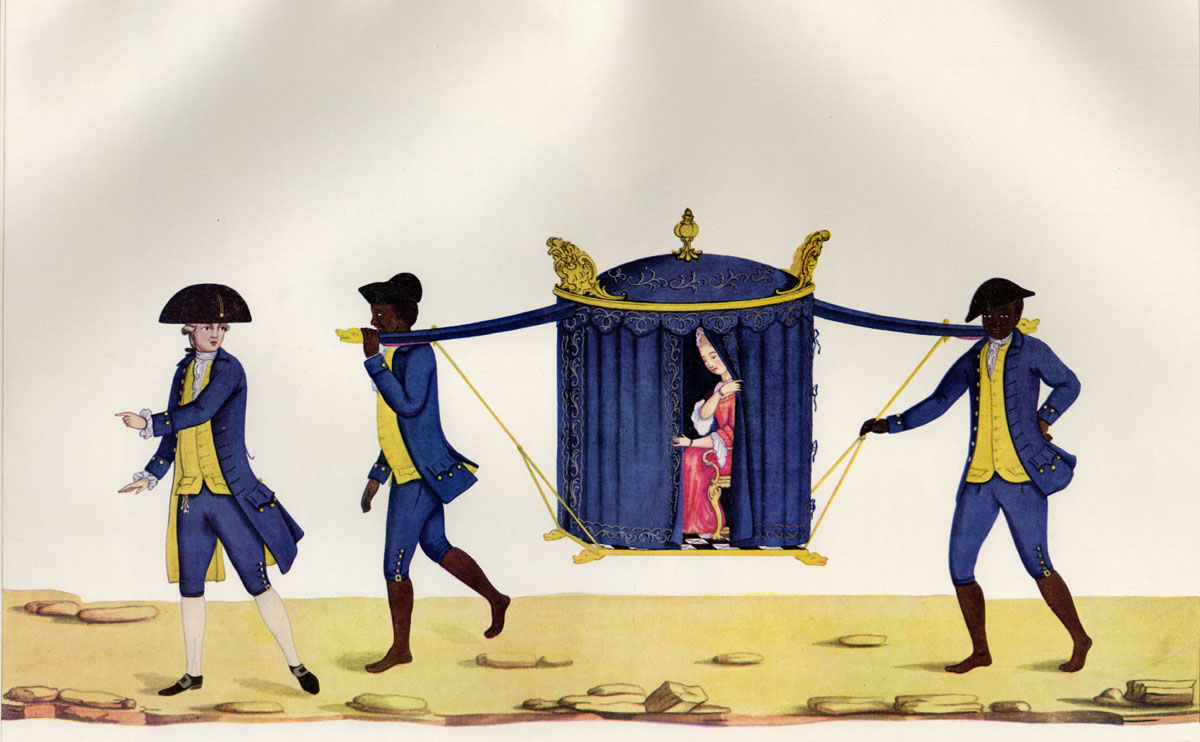
Hochherrschaftlicher Palanquin in Rio de Janeiro (Brasilien) um 1770

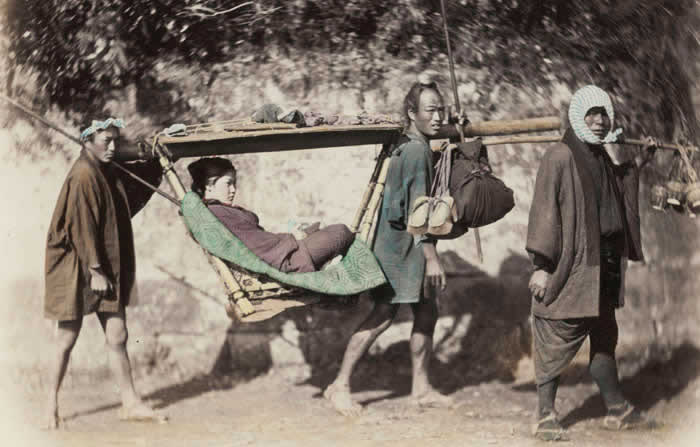
Japanische Sänfte um 1867

Die früheste Vorform des menschlichen Transports, die allerdings zunächst nur einer reichen Oberschicht in den Hochkulturen von China, Mesopotamien, Ägypten und später Reisenden in armen Ländern vorbehalten blieb, ist das Chaisentaxi (auch Sänfte oder Palanquin genannt). Sänften waren von Menschen oder Tieren an Stangen getragene Transportsessel oder geschlossene Transportkammern. Sie dienten hohen Würdenträgern als sogenannte Portechaisen, die einerseits dem Straßenpublikum den Rang des Getragenen verdeutlichten und andererseits den unmittelbaren Kontakt mit dem Schmutz und Unrat der Wege vermeiden halfen. In der frühen Zeit hatten in der Regel Sklaven die Arbeit des Sänftenträgers zu verrichten. Seit dem 17. Jahrhundert standen Sänften in Europa auch zur allgemeinen öffentlichen Nutzung in größeren Städten zur Verfügung. So wurden beispielsweise zum 1. Januar 1638 auf Veranlassung von Kurfürst Friedrich Wilhelm vor dem Berliner Rathaus 12 Sänften mit 24 Trägern für den innerstädtischen Nahverkehr eingerichtet.
Im Rahmen von staatlichen Arbeitsbeschaffungsmaßnahmen wurden die aus Frankreich eingewanderten Hugenotten zu den ersten zunftmäßigen Betreibern des Gewerbes der Chaisenträger. Später übernahmen in Gefangenschaft geratene Türken diese zunehmend von der Bevölkerung in Anspruch genommene Aufgabe. Aufgrund der schlechten Straßenverhältnisse konnte sich das Chaisentaxi, etwa in Wien und Dresden, teilweise noch bis in die zweite Hälfte des 19. Jahrhunderts gegen die Konkurrenz der aufkommenden Fiaker und Droschken behaupten.

### Laufrikscha

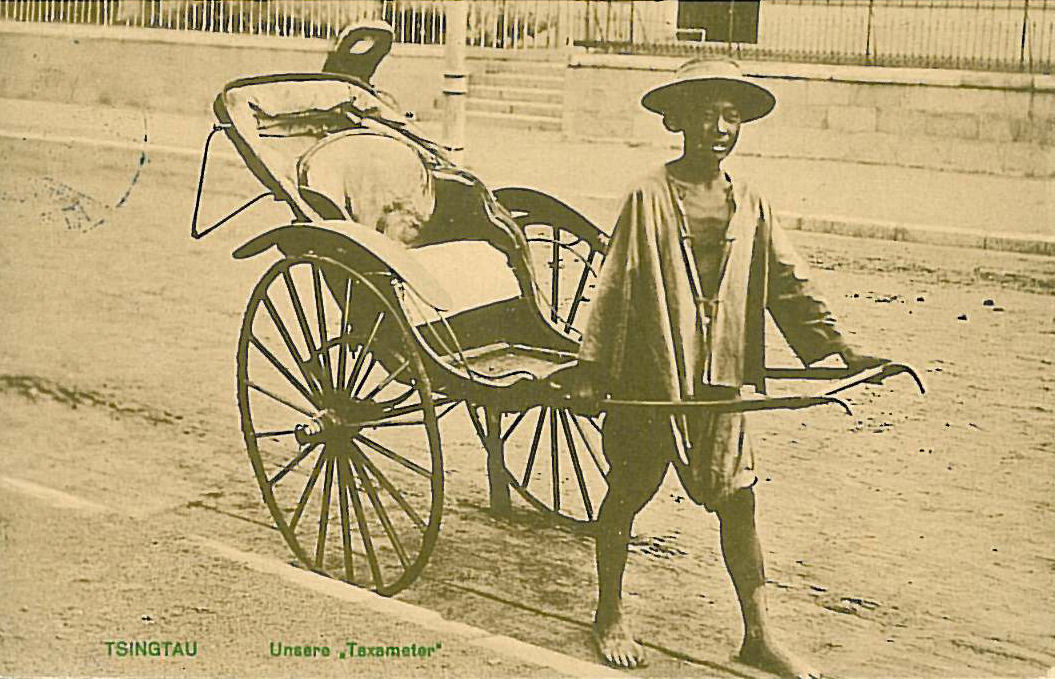
Laufrikscha in Tsingtau (China) 1914

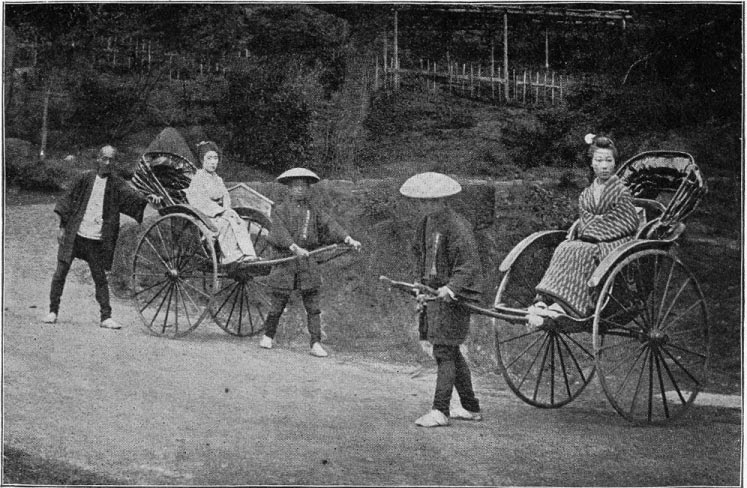
Laufrikscha in Japan, Ende des 19. Jahrhunderts

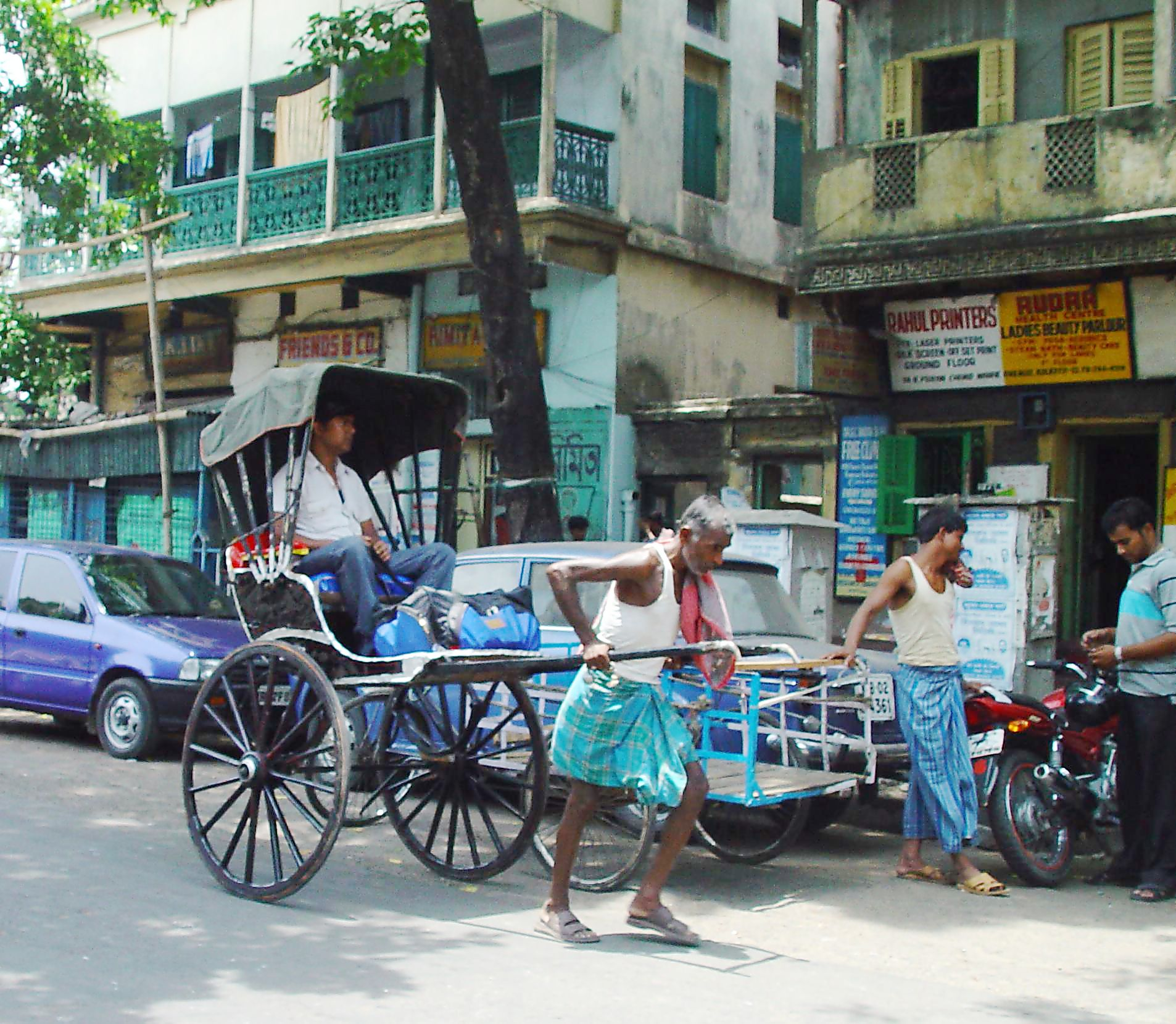
Mit menschlicher Muskelkraft betriebenes Taxi
(Rikscha) in Kalkutta (Indien) 2004

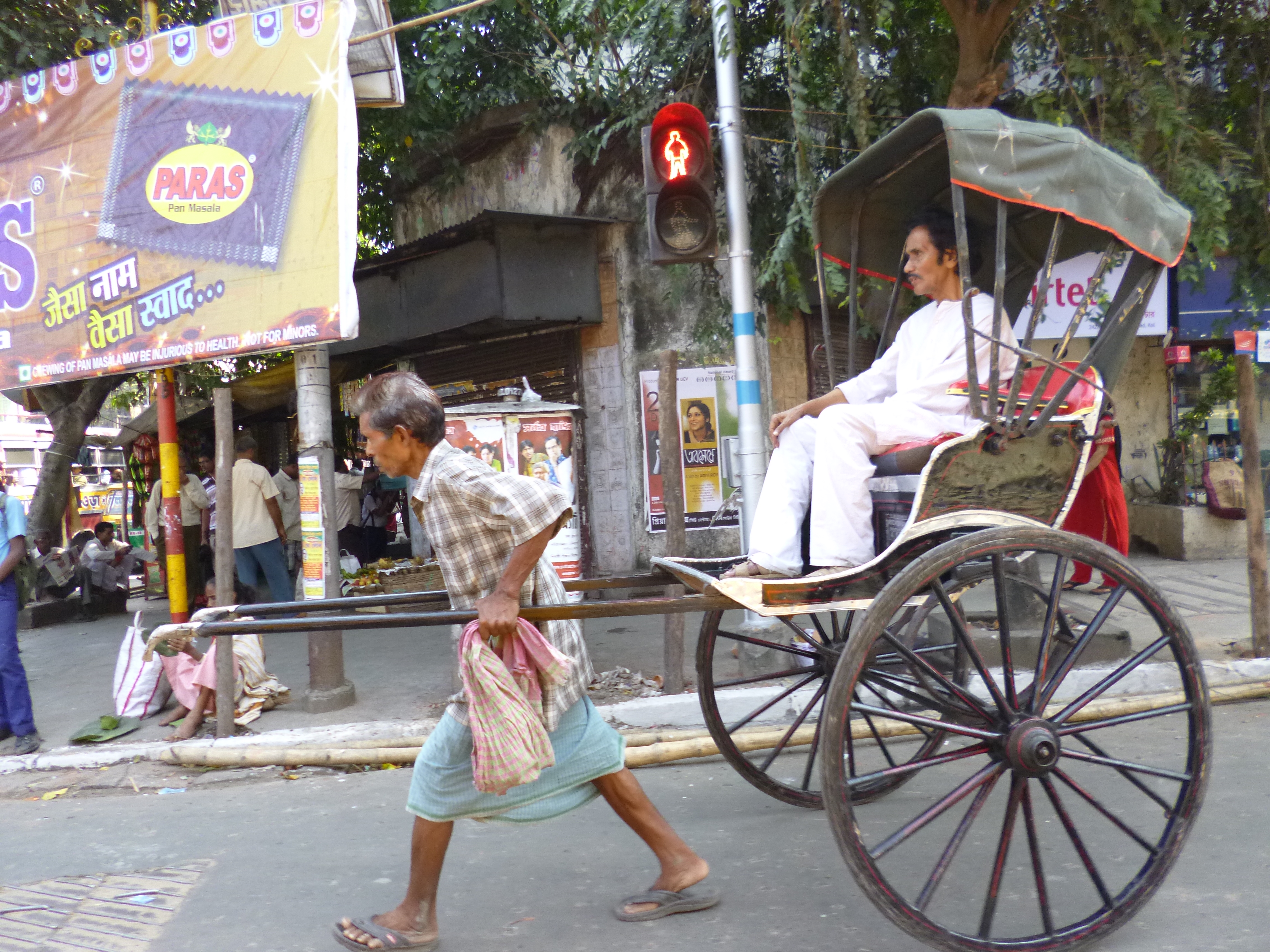
Fußgängertaxi (Rikscha) in Indien, 2012

Mit dem Aufkommen der sogenannten Laufrikscha, einem Fußgängertaxi, wurden die zu befördernden Gäste nicht mehr getragen, sondern in einem zweirädrigen Gefährt, das in Asien den Namen Rikscha erhielt, transportiert. Dazu waren nicht mehr vier bis sechs Menschen für eine Personenbeförderung nötig. Für die Beförderung einer Person reichte je nach Straßenverhältnissen in der Regel ein Rikschabetreiber, der sich als menschliche Zugkraft zwischen zwei Stangen vor das auf Rädern rollende Fahrzeug einspannte. Zur Bewältigung längerer Strecken und schwieriger Passagen, z. B. eines steileren Geländes, wurde ein Helfer angeheuert. Solcherart muskelkraftbewegter Fußgängertaxis sind heute selten geworden, aber noch vereinzelt, beispielsweise im dichten Verkehrsleben der indischen Straßen, vor allem in Kalkutta, zu beobachten. In Japan sind Laufrikschas heute noch für kurze Transportwege, besonders als Touristenattraktion, in der Nähe von Sehenswürdigkeiten anzutreffen.

### Fahrradtaxi

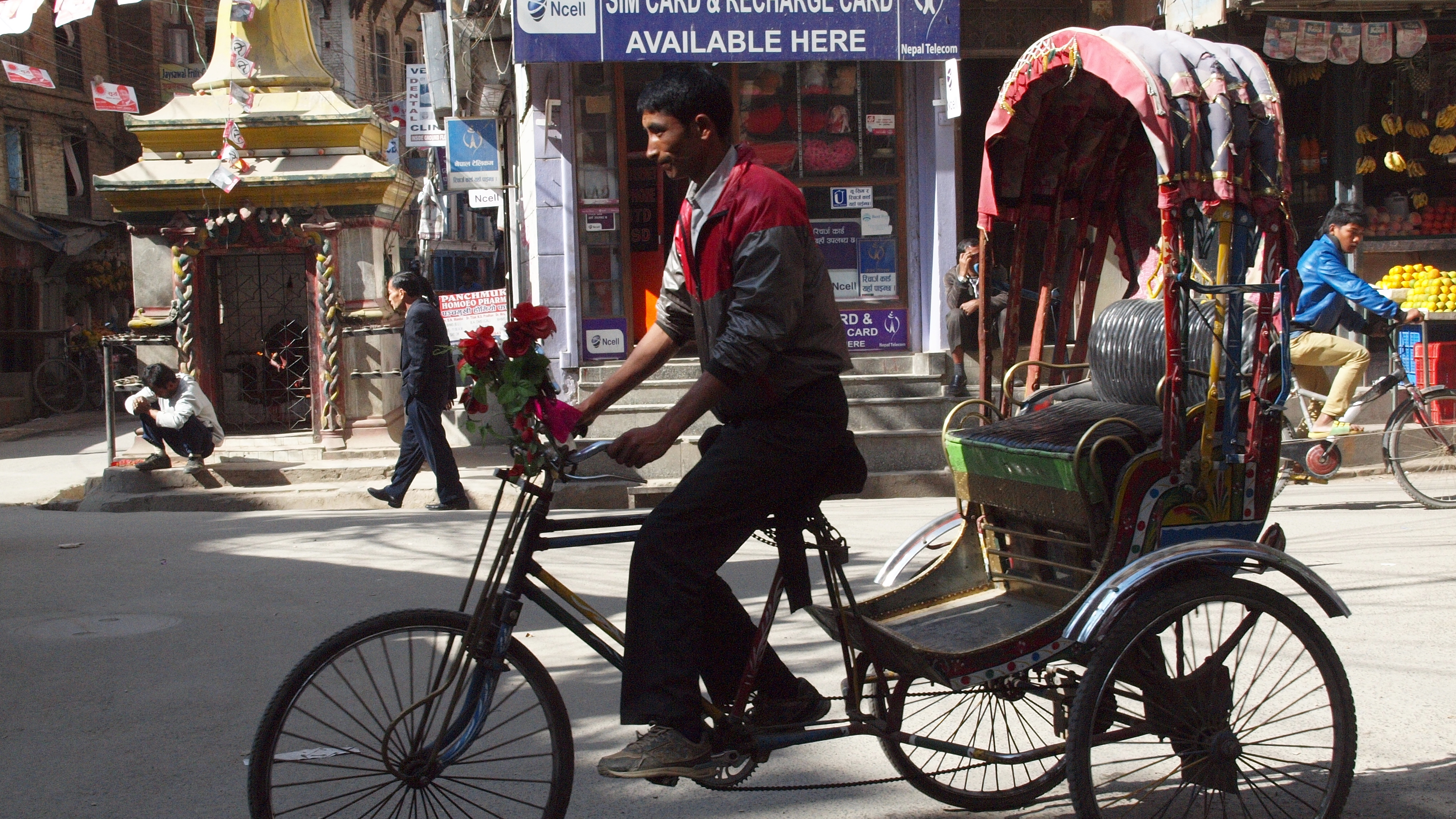
Fahrradtaxi (Rikscha) in Kathmandu (Nepal) 2013

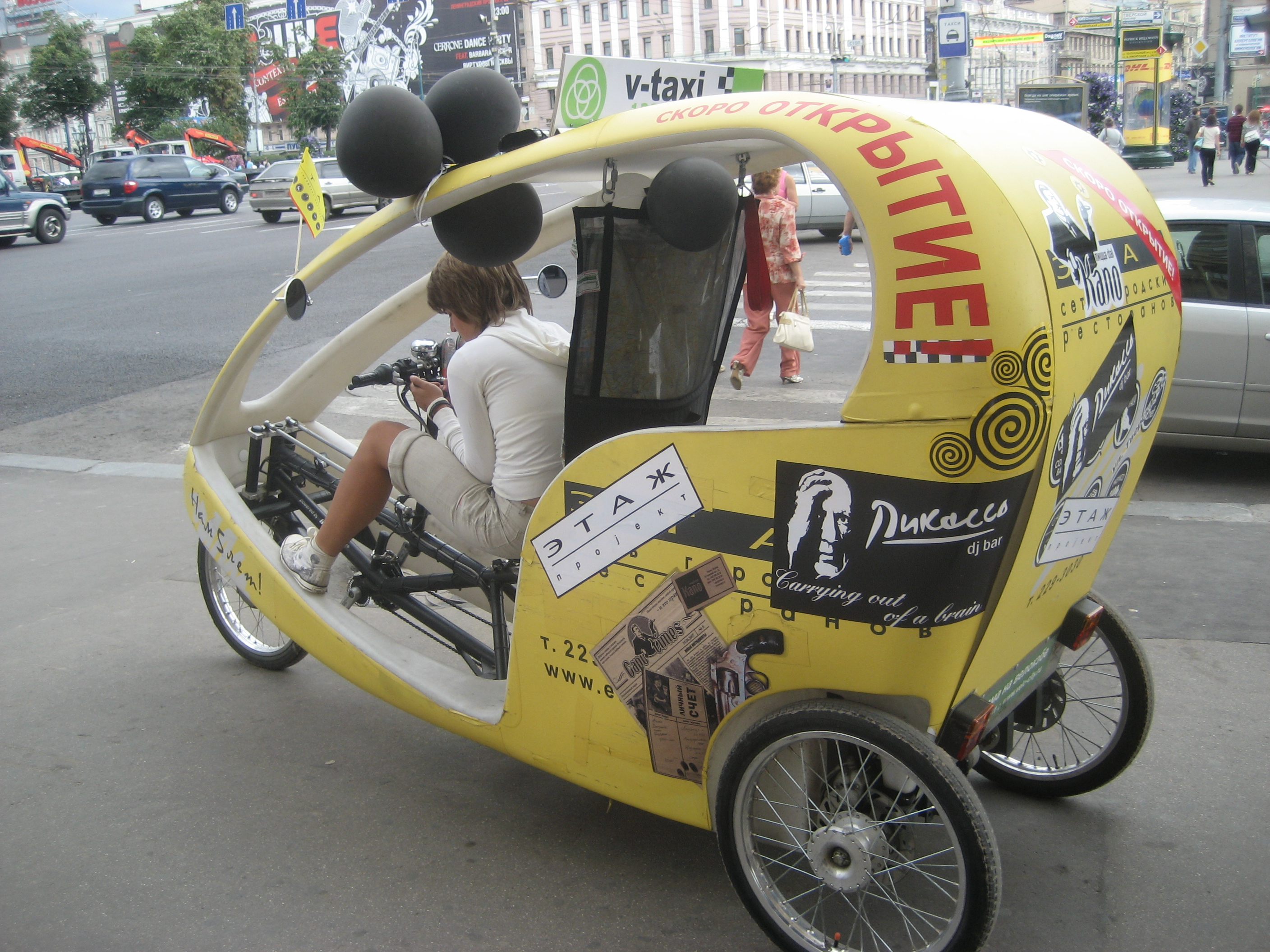
Velotaxi in Moskau (Russland) 2007

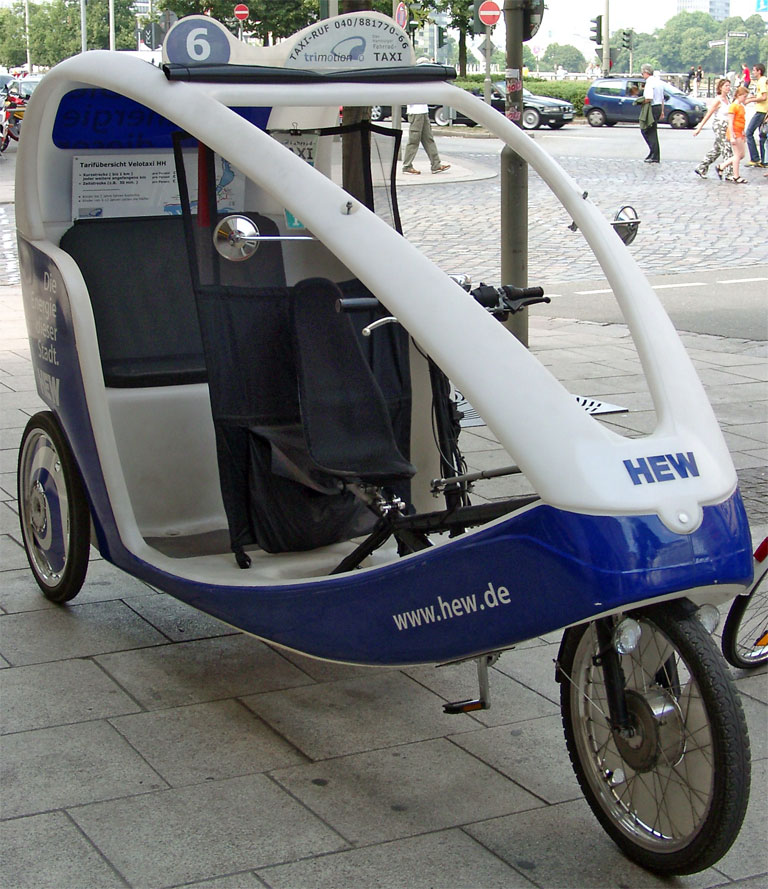
Fahrradtaxi für zwei Fahrgäste in Hamburg (Deutschland) 2004

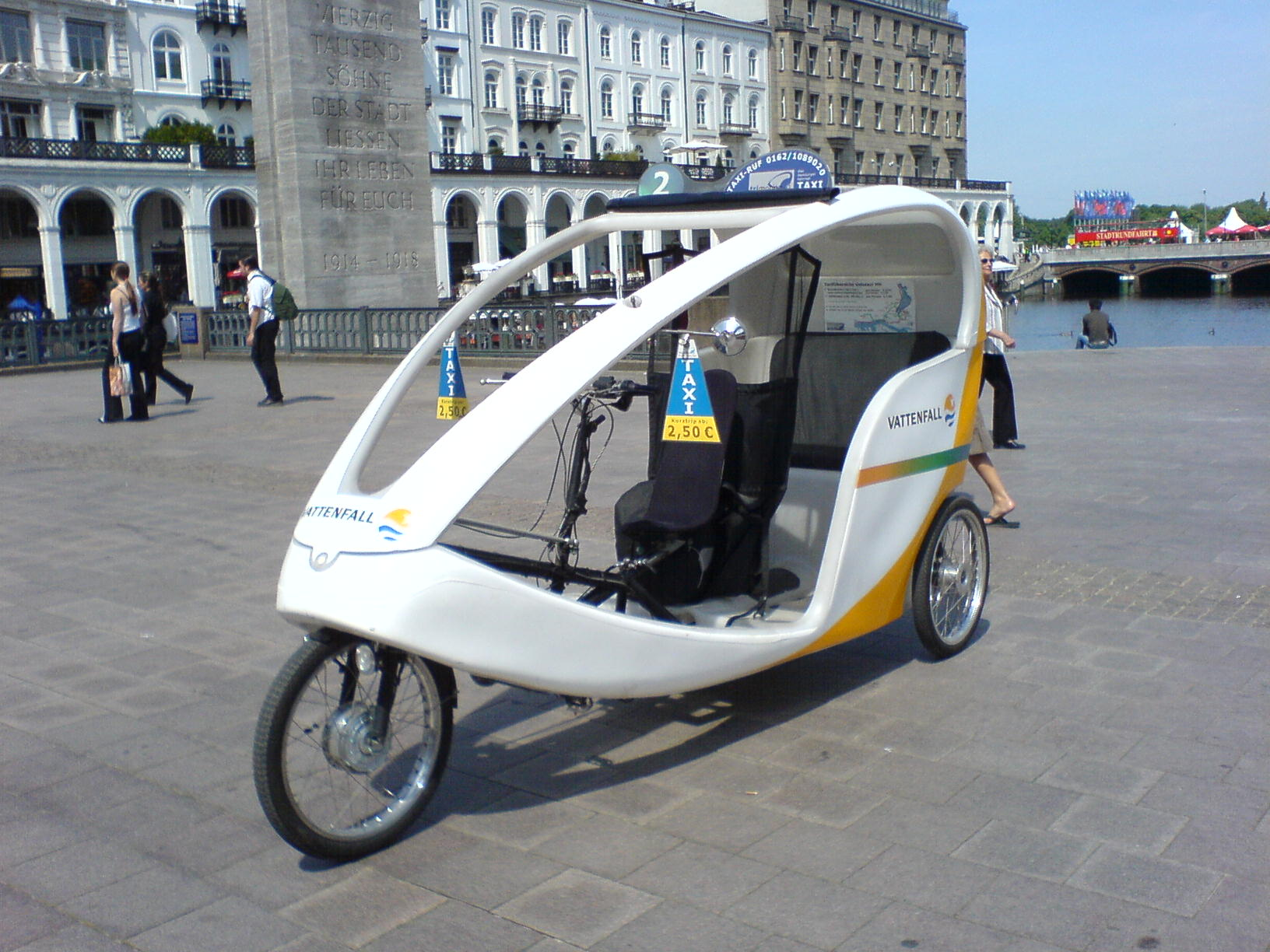
Velotaxi in Hamburg (Deutschland) 2006

Mit dem Aufkommen des Fahrrads als individuelles Fortbewegungsmittel und der Verbesserung der Straßenverhältnisse wurde die Fußgängerrikscha zunehmend durch sogenannte Fahrradtaxis ersetzt, die in ihrem größten Verbreitungsraum, den asiatischen Ländern Rikscha, in Ländern wie Österreich Velotaxi und in Afrika Bodaboda genannt wurden. Als Komfortangebot konnten die Fahrgäste ein offenes oder geschlossenes Verdeck wählen, das sie vor Staub und Regen schützte. Fahrradrikschas hatten den Vorteil, die Fahrgäste schneller und über größere Entfernungen befördern zu können. Sie werden auch heute noch, in einer modernen Formgebung und in den Sicherheitsanforderungen dem gewachsenen Verkehrsaufkommen angepasst, in vielen größeren Städten der Welt wie beispielsweise Hamburg, Berlin, Moskau oder Kathmandu für den Personennahverkehr oder als Touristenattraktion angeboten.

## Pferdebespannte Taxis

### Fiaker

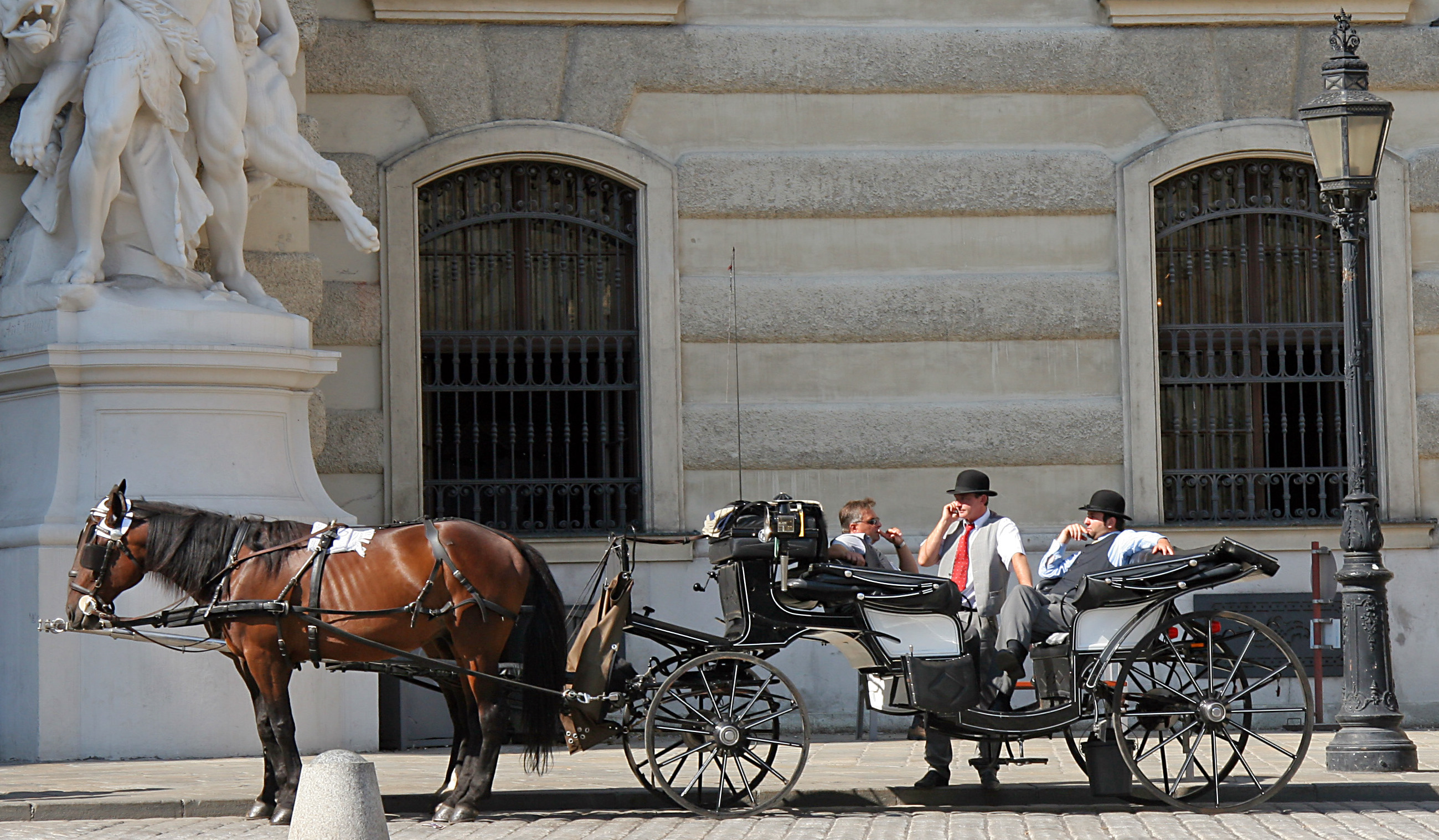
Traditioneller Fiaker in Wien (Österreich) 2004

Mit den Fiakern begann in Frankreich die Zeit der Pferdetaxen, nachdem der Pferdehändler Nicolas Souvage im Jahre 1662 in der Rue de Saint Fiacre von Paris ein Lohnkutschenunternehmen gegründet hatte. Straße und Gefährt wurden nach dem irisch-französischen Einsiedler Fiacrius benannt, der gleichzeitig zum Namenspatron der Fiaker wurde. Der neue Ausdruck bezeichnete sowohl die Kutsche als auch den Kutscher des auf Lohnbasis arbeitenden Gefährts.
In Wien wurde 1693 die erste Fiakerlizenz erteilt, und um 1700 verkehrten bereits etwa 700 Lohnkutschen in der Stadt.  Fiaker sind traditionell als Zweispänner ausgelegt, was außer dem Kutscher eine Beförderung von bis zu fünf Personen ermöglichte. Fiaker sind je nach Wetterverhältnissen mit offenem oder geschlossenem Verdeck nutzbar. Die seit 1785 bestehende Zunft der Fiaker wurde für das Außenbild von Wien schließlich so prägend, dass anlässlich ihres hundertjährigen Bestehens im Jahre 1885 das sogenannte Fiakerlied entstand, das zu einem der bekanntesten Wienerlieder werden sollte und mit der Textumdichtung des ersten Verses „I führ’ zwa harbe Rappen“ in „I hab’ an alten Daimler . . .“ durch den Schlagerdichter Fritz Löhner zu einer Art Standeslied der Taxifahrer avancierte.
Aus den Versen des Liedes klingt der Berufsstolz des Wiener Fiakers heraus:
„Vom Stamm zum Lusthaus fahr’ i’s in zwölf Minuten hin;
Mir springt kans drein net in Galopp,
Da geht’s nur allweil trapp, trapp, trapp;
Wann’s nachher so recht schießen, da spür’ i’s in mir drin,
Dass i die rechte Pratzen hab, dass i Fiaker bin.
A Kutscher kann a jeder wer’n,
Aber fahren kinnans nur in Wean.“
Und der Refrain des Liedes lautet:
„Mei’ Stolz is, i’ bin halt an echt’s Weanakind,
A Fiaker, wie man net alle Tag’ find’t,
Mein Bluat ist so lüftig und leicht wie der Wind,
I’ bin halt an echt’s Weanerkind.“
Die traditionellen Fiaker haben sich in Österreich heute hauptsächlich nur noch in Salzburg und Wien als Lohnkutschen-Angebote für touristische Stadtrundfahrten und für Feierlichkeiten wie den Transport von Hochzeitsgesellschaften zum Rathaus oder zum Gottesdienst erhalten. Auch in den tschechischen Bäderstädten Karlsbad und Marienbad bestimmen die Fiaker noch heute das Altstadtbild. In Rom plant die neue Bürgermeisterin, die Pferdekutschen als Störfaktoren aus dem Stadtverkehr zu verbannen.

### Pferdedroschke
Nach dem Vorbild der Fiaker entstanden in Deutschland die sogenannten „Droschken“. Der Ausdruck Droschke bildete sich aus dem russischen Wort „drožki“ (дрожки). Er kennzeichnete zunächst ein Gefährt, das von Pferden gezogen wurde und daher auch als „Pferdedroschke“ bezeichnet wurde. Der Kutscher hieß Droschkenkutscher. Die ersten Droschken, mit denen der Dessauer Pferdehändler Alexander Mortier und Unternehmer Israel Moses Henoch um das Jahr 1815 einen Mietkutschendienst aufbauten, kamen aus dem polnischen Warschau in die preußische Hauptstadt Berlin. Das Unternehmen führte im Jahre 1827 bereits 120 Droschken in der Stadt. Zur genauen Identifizierung waren sie mit Nummern versehen.

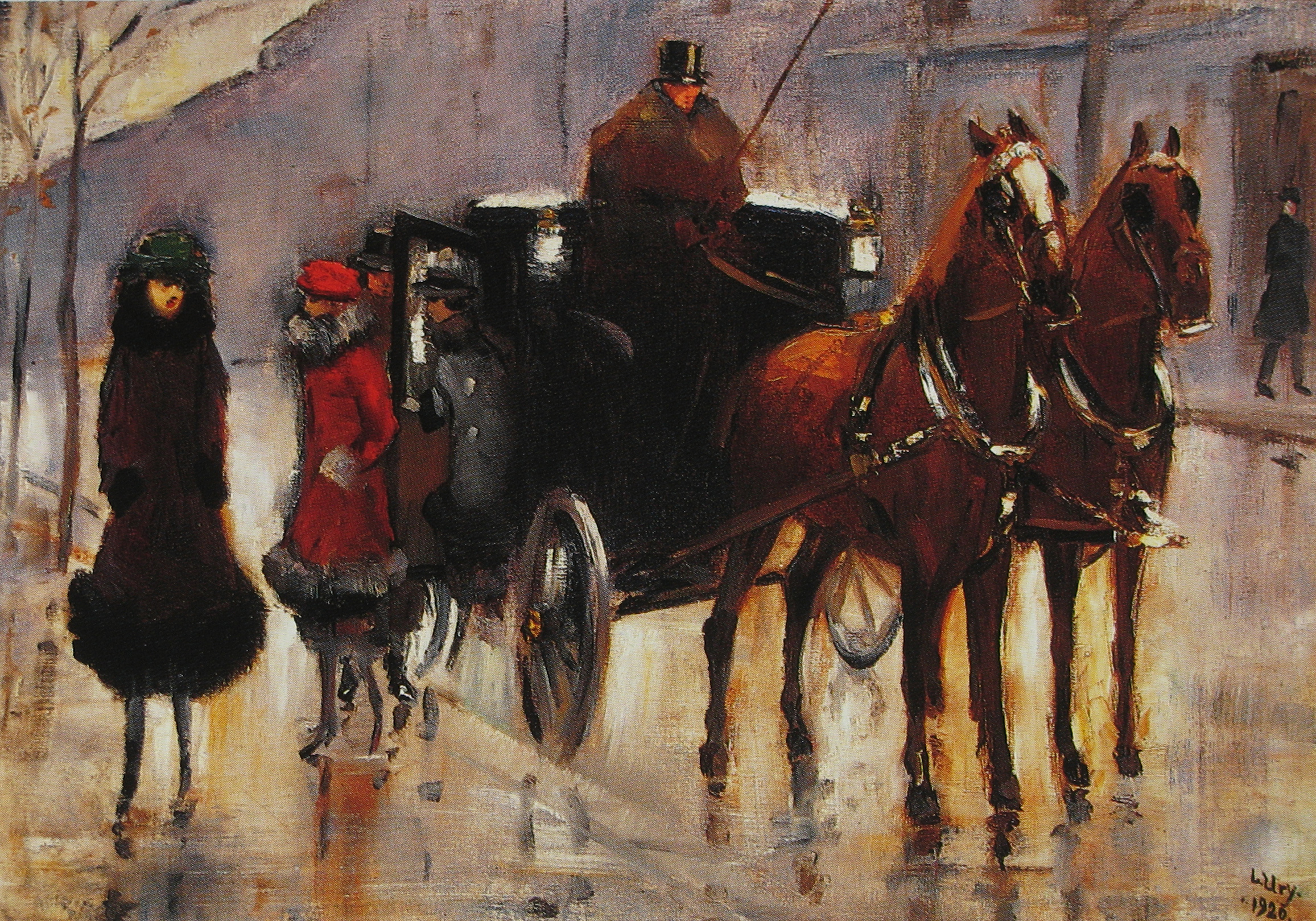
Leo Lesser Ury: Damen, einer Droschke entsteigend, 1920

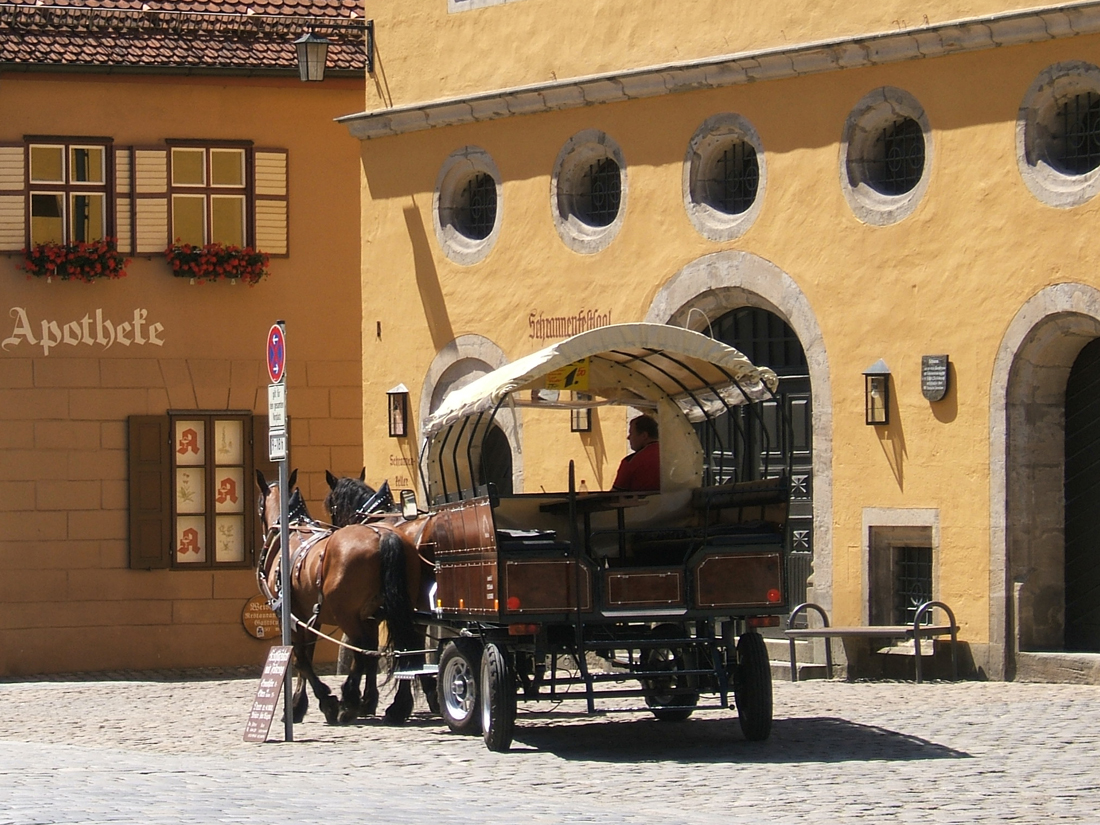
Moderner Kremser, Dinkelsbühl (Deutschland) 2008

Durch populäre Bücher wie den Roman „ Der eiserne Gustav“ von Hans Fallada und entsprechende Verfilmungen mit Heinz Rühmann und Gustav Knuth verbanden sich die Vorstellungen vom Droschkenwesen in der Folgezeit eng mit der Stadt Berlin. Nach dem berühmten Droschkenkutscher Simon Kremser bekam die Droschkenart auch die Bezeichnung „Kremser“. Mit dem Kremser setzte die Entwicklung zur Einführung eines Taxi-Linienverkehrs und der Beförderung von größeren Personengruppen ein. Als unübersehbare Zeiterscheinung haben Droschken auch in künstlerische Darstellungen Eingang gefunden, etwa in dem Gemälde des impressionistischen Malers Leo Lesser Ury (7. November 1861 bis 18. Oktober 1931) des Jahres 1920.(siehe Bild)

### Cab

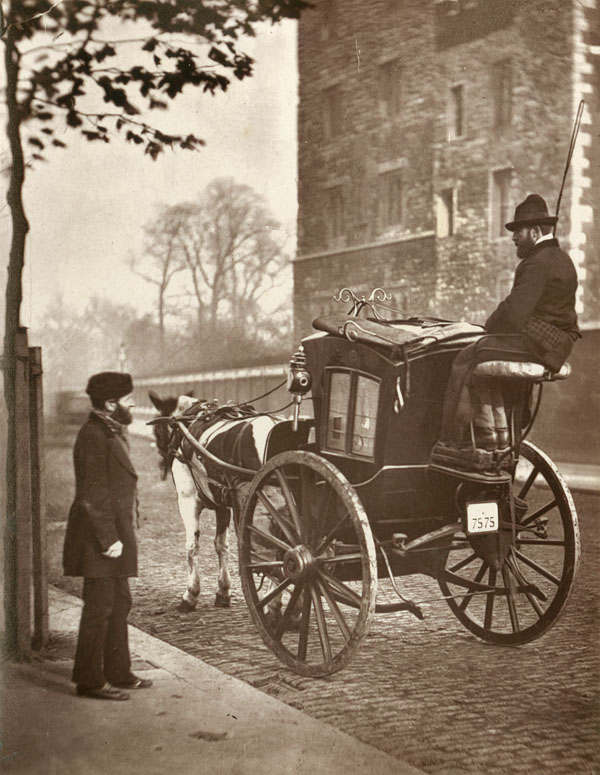
Ein Hansom Cab 1877 in London

In den Straßen des britischen London erschien seit dem Jahre 1588 eine Kutschenart, die als Abkürzung des französischen Begriffs cabriolet  „Cab“ genannt wurde und einen zweirädrigen, offenen, einspännigen Pferdewagen bezeichnete, der zwei bis drei Personen als Mietkutsche zur Verfügung stand. Nach der als Kutschpferde bevorzugten Pferderasse Hackney wurden das Gefährt als zweirädriges „Hackney Cabriolet“ oder vierrädriges „Hackney Carriage“ in den Taxidienst gestellt. Beide Ausdrücke standen im Englischen als Kurzwort für „Taxi“. Als der Konstrukteur Joseph A. Hansom um das Jahr 1834 eine neue Kutschenform erfand und baute, die von einem rückseitig erhöhten Kutscherbock aus über die Gastkabine hinweg gelenkt wurde, entstand der Name Hansom Cab für eine Taxiform, die das Straßenbild des viktorianischen London beherrschen sollte. Ähnlich der Droschke auf dem Festland, wurde der Name Cab übernommen, als bereits Motor-Cabs die Pferde-Cabs abgelöst hatten. In New York werden die gelben Taxen noch heute als „Yellow Cab“, offiziell als New York City Taxi Cab, umgangssprachlich als „Taxi Cab“, bezeichnet.

## Motorkraftbetriebene Taxis

### Autotaxi

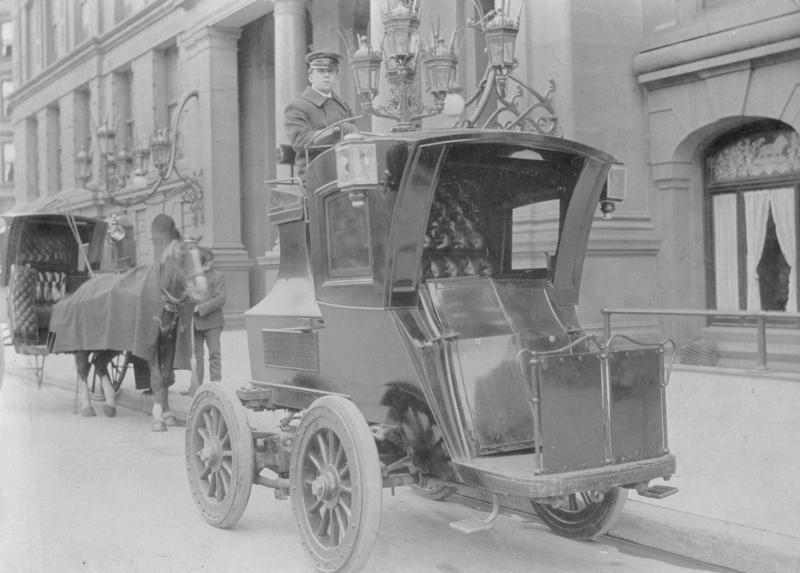
Hansom Cab, als Pferde- und Motortaxi, um 1904

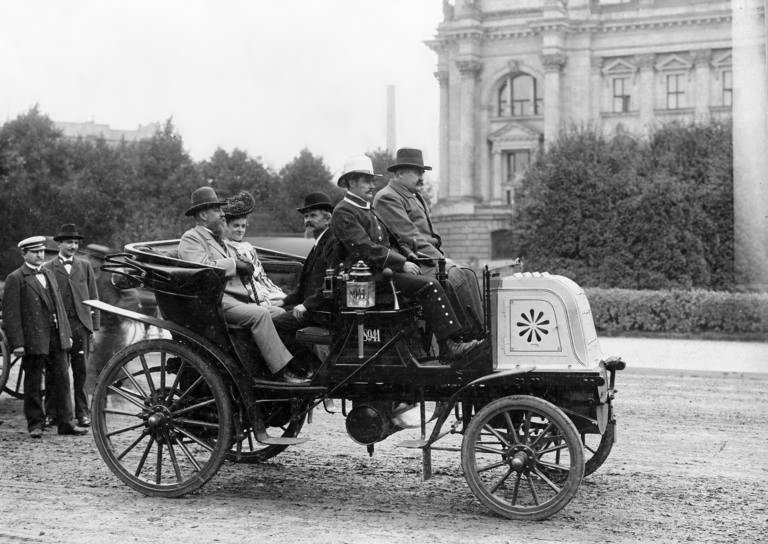
Die erste Berliner Kraftdroschke, Berlin (Deutschland) um 1900

Kurze Zeit, nachdem der Konstrukteur Carl Benz 1886 das erste motorbetriebene Automobil geschaffen hatte, nutzten die Unternehmer Friedrich Lutzmann und sein Freund Fritz Koch die neue Fahrzeugtechnik, um im Jahre 1893 in Dessau das erste Taxiunternehmen Deutschlands mit motorisierten Fahrzeugen zu gründen. Um die Jahrhundertwende verkehrten die ersten Kraftdroschken auch in Berlin (siehe Bild). Während sich in den asiatischen Ländern Wortverbindungen mit dem Begriff Rikscha durchsetzten, wurde für die sich um die Wende zum 20. Jahrhundert zunehmend durchsetzenden, mit Benzinmotoren ausgestatteten Fahrzeuge in Europa zunächst der Name „Droschke“ beibehalten. Man unterschied die neuen Mietautos von den „Pferdedroschken“ nur durch nähere Kennzeichnungen wie „Motordroschke“, „Kraftdroschke“ oder „Autodroschke“. Die ersten Motordroschken ähnelten weitestgehend den bis dahin üblichen Pferdedroschken. Das Pferdegespann und die Deichseln waren lediglich durch einen Motorblock ersetzt, der vom erhöhten Kutscherbock aus bedient wurde. Ein Taxameter, das als mechanisches Zählwerk an den Motor gekoppelt war, wurde erstmals 1896 im Daimler Victoria eingesetzt. 1897 fuhr das erste Straßentaxi in Stuttgart mit dem von Friedrich Wilhelm Gustav Bruhn erfundenen Taxameter. Aus diesem den Fahrpreis ermittelnden Gerät entstand die international sich allgemein durchsetzende Bezeichnung „Taxi“ für kommerziell angebotene, für die private Personenbeförderung mit Fahrer mietbare Fahrzeuge.

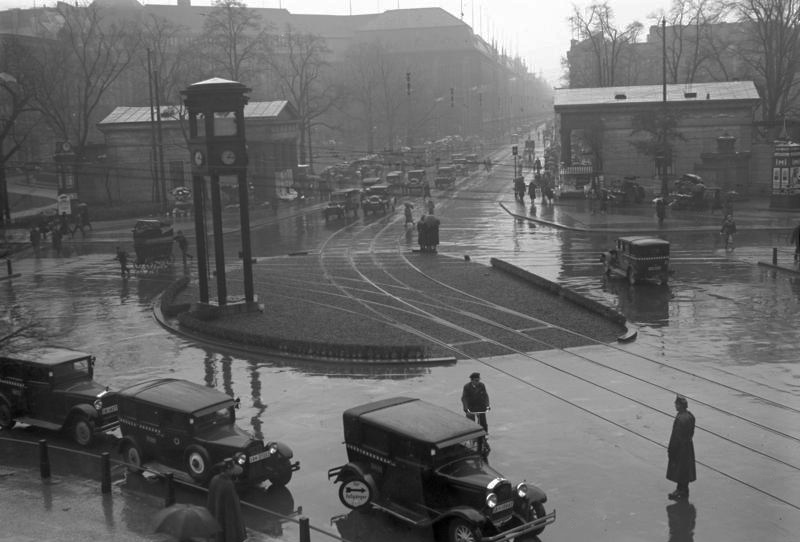
Taxis am Potsdamer Platz in Berlin 1932

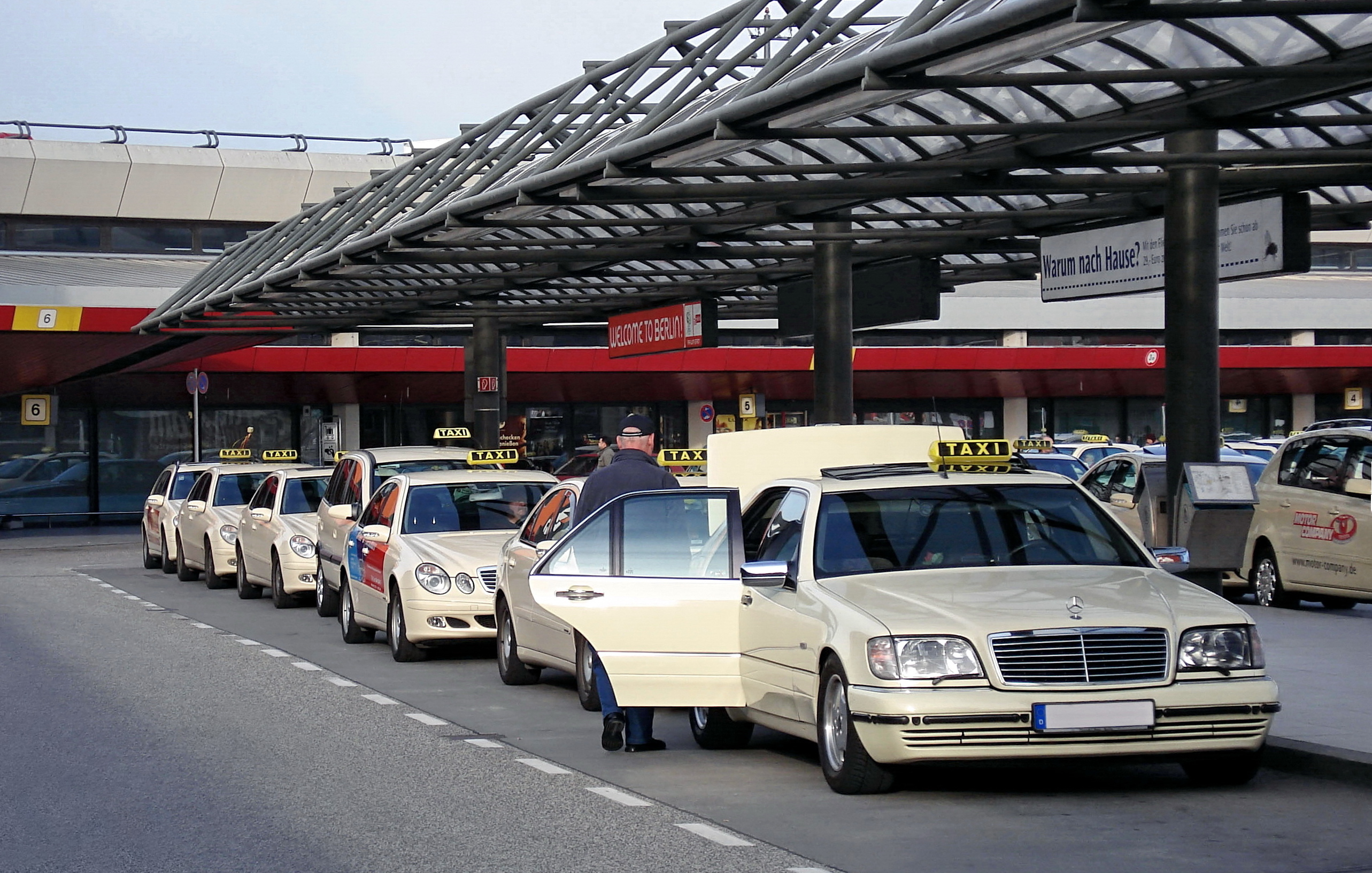
Moderne Taxis am Flughafen Berlin-Tegel (Deutschland) 2007

Taxis sollten sich nach amtlicher Vorschrift durch eine besondere Kennzeichnung deutlich sichtbar aus dem Verkehr hervorheben. So waren die deutschen Taxis seit den 1930er Jahren beispielsweise an den gewürfelten Streifen unter den Fenstern erkennbar (siehe Bild), waren die „New York City Cabs“ rundum leuchtend gelb lackiert, wurde in Westdeutschland die Farbe der Taxis 1971 per Verordnung von Schwarz in Hellelfenbein geändert. Das die Fahrzeuge als Taxis ausweisende Schild war bei den frühen Autotaxen entweder hinter der Frontscheibe innen angebracht oder wurde wie eine Ampel am linken Außenspiegel befestigt. Seit der Farbfreigabe machen die heutigen Taxis mit einem gelb-schwarzen Aufsatz auf dem Autodach auf sich aufmerksam (siehe Bild). Durch eine Beleuchtung des Taxischildes wird es als freies Taxi erkennbar.

### Autorikscha

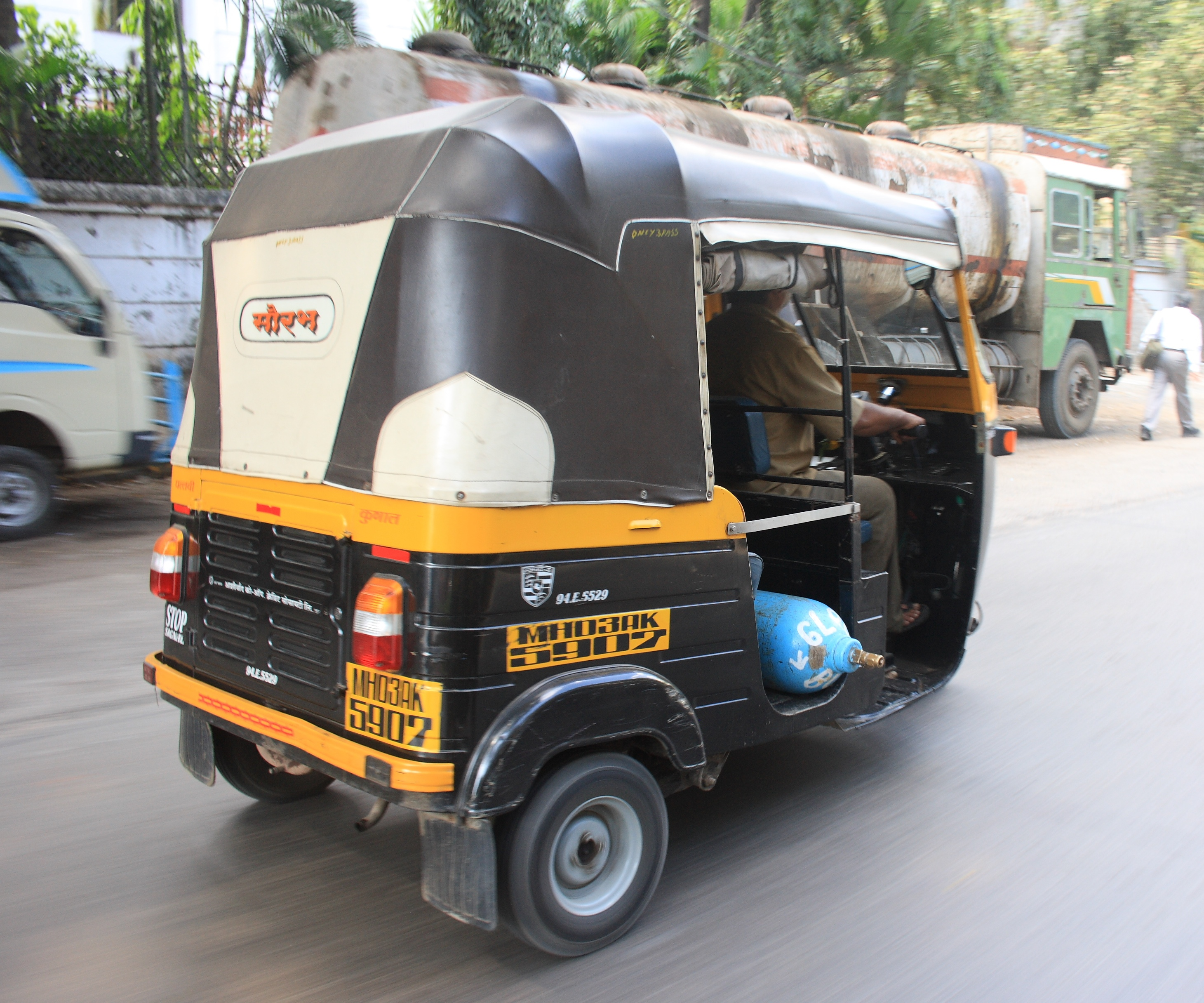
Autorikscha in Mumbai, (Indien) 2010

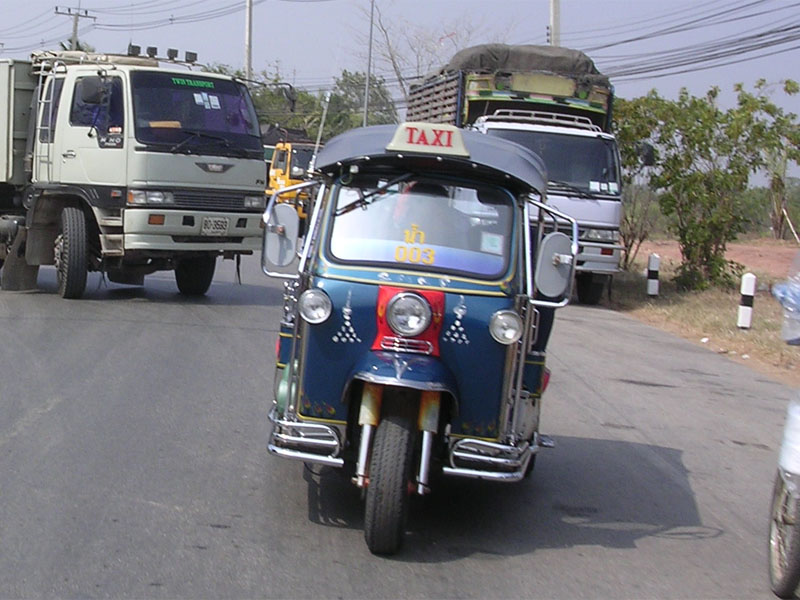
Dreirädrige Motorrikscha, auch „Tuk-Tuk“ genannt, Thailand 2005

Die Motorisierung von Fahrzeugen ergriff von Deutschland aus rasch die gesamte Welt. Von Japan aus verbreitete sich in der zweiten Hälfte des 20. Jahrhunderts über den gesamten asiatischen Raum ein motorisierter Fahrzeugtyp, der in Fortführung der bekannten Beförderungsformen als nunmehr motorisierte Rikschas mit dem Zusatz „Autorikscha“ versehen wurden. Je nach Land konnten sie auch „Motorrikscha“, „Trishaw“, „Moto“ (Peru) oder wegen ihres knatternden Motorgeräuschs lautmalerisch „Tuk-Tuk“ genannt werden. Diese Fahrzeuge sind noch heute in großer Zahl in Ländern wie Indien, Pakistan, Bangladesch, Laos, Thailand, Sri Lanka, den Philippinen, aber auch in Äthiopien oder Kenia zu finden. Es handelt sich um meist dreirädrige kleine Fahrzeuge, die den innerstädtischen privaten Personenverkehr besorgen. Auf deutschen Straßen sind Autorikschas seit dem Jahr 2007 elektromotorisiert als umweltschonende sogenannte „E-Tuk-Tuk“ unterwegs.

### Motorradtaxi

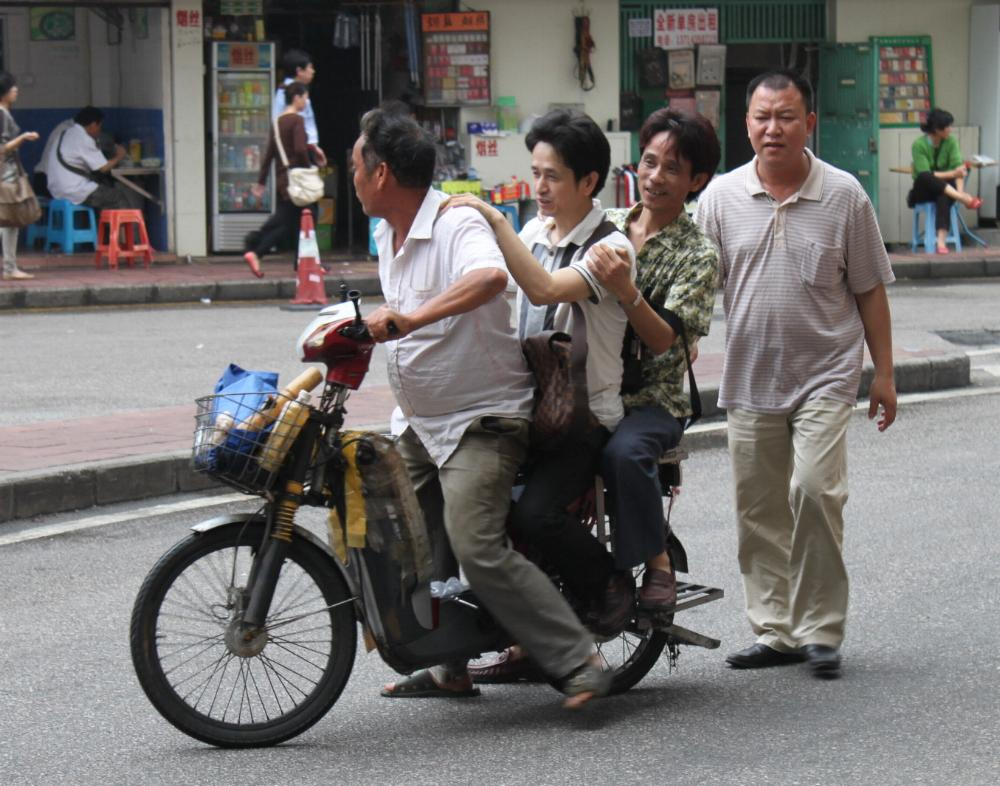
Elektromotorroller als Taxi in Shenzhen (China) 2011

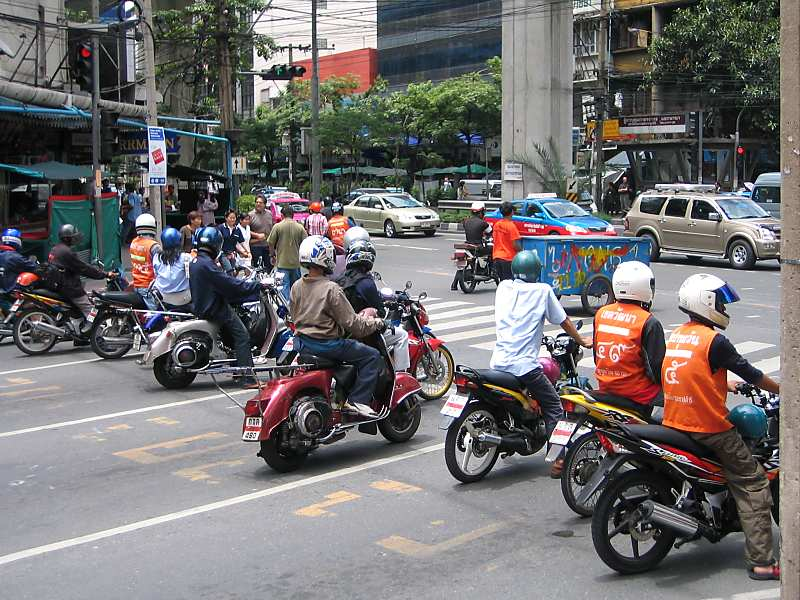
Durch orangenfarbene Westen und weiße Helme gekennzeichnete Motorradtaxis in Bangkok (Thailand) 2007

In den verkehrsdichten Großstädten Asiens war das Durchkommen mit sperrigen Rikschas oder westlichen Autotaxis beschwerlich und mit viel Zeitverlust verbunden. So fanden sogenannte Motorradtaxis eine Nische im Transportwesen, mit dem sich das Transportbedürfnis verhältnismäßig optimal befriedigen ließ. Als zweirädrige Variante waren sie den dreirädrigen Motorrikschas überlegen, was die Verkehrsbewältigung anging. Sie boten sich als eine zudem kostengünstige Alternative an für schnelle Standortwechsel mit Einzelpersonen ohne viel Gepäck. Für den Taxifahrer erforderten sie außerdem nur eine geringe Investition. So begannen sie, als zweirädriges, wendiges, schnelles Beförderungsmittel im Stau des Straßenverkehrs von Städten wie Kalkutta, New Delhi, Bangkok oder Shanghai den Personentransport gegenüber den breiteren Autotaxis zu dominieren. An bestimmten Sammelpunkten konzentriert, sind sie – etwa in Bangkok – für den Fahrgast durch die orangefarbenen Westen und weißen Helme der Fahrer erkennbar (siehe Bild). Die Motorradtaxis heißen in Uganda und Kenia Bodabodas.

### Wassertaxi

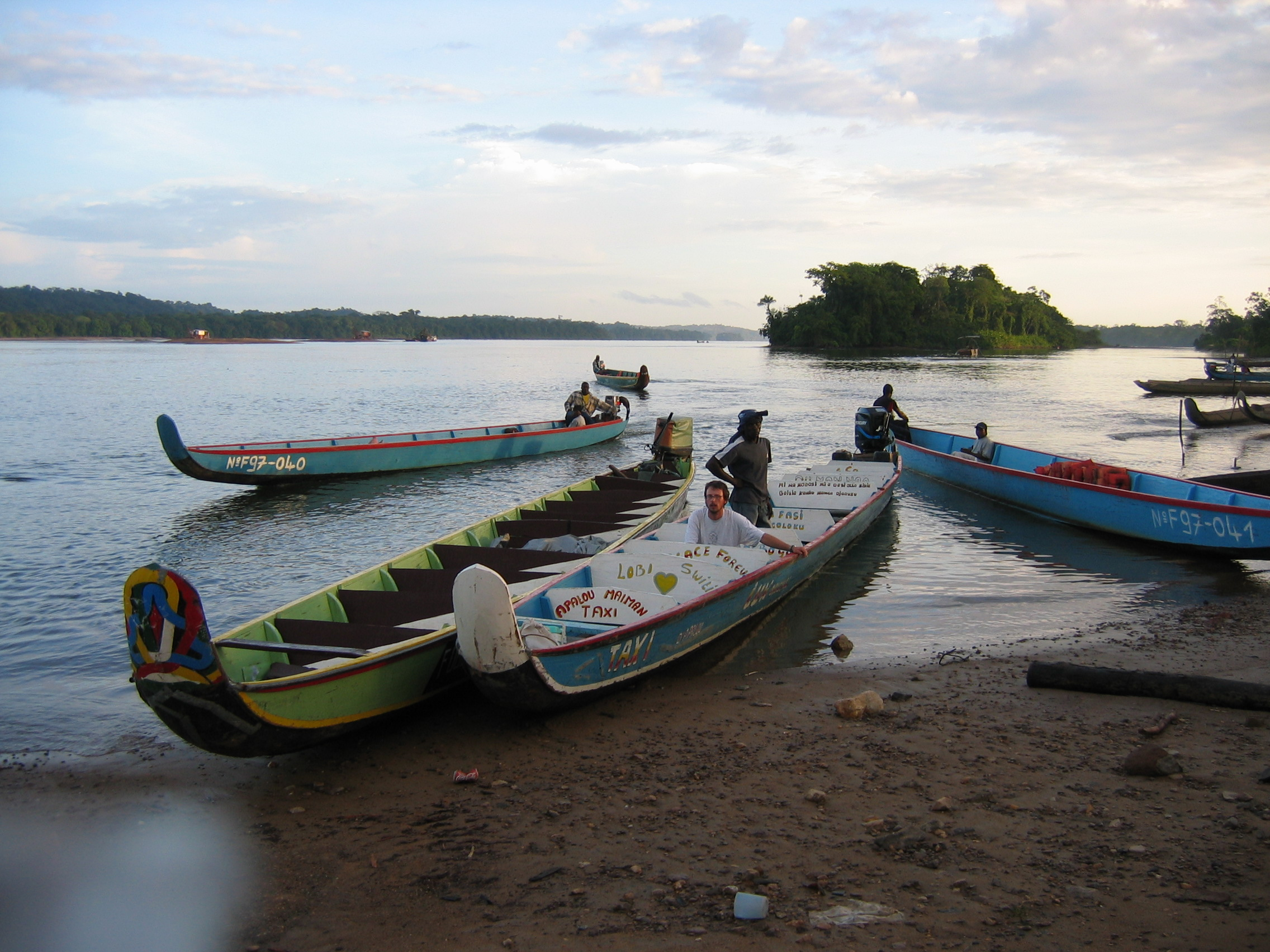
Pirogen als Wassertaxis auf dem Maroni (Französisch-Guayana) 2004

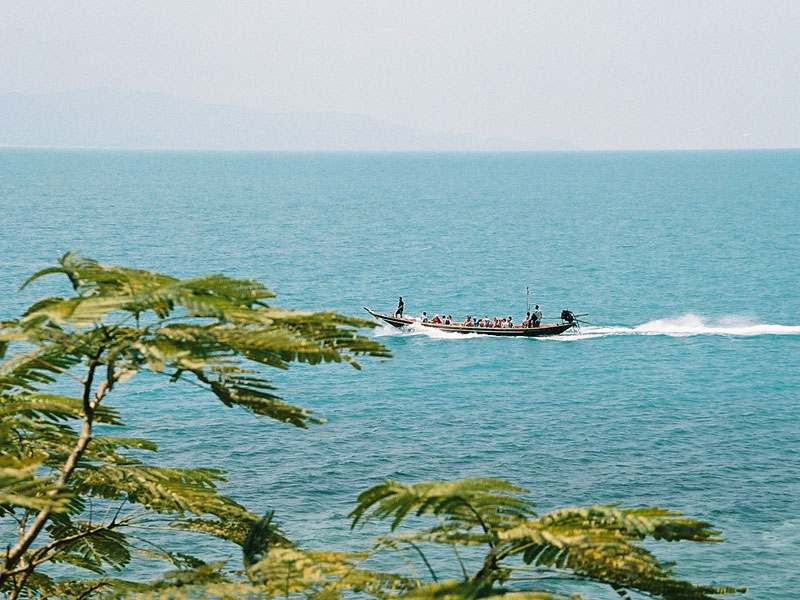
Wassertaxi vor Ko Pha-ngan (Thailand) 2002

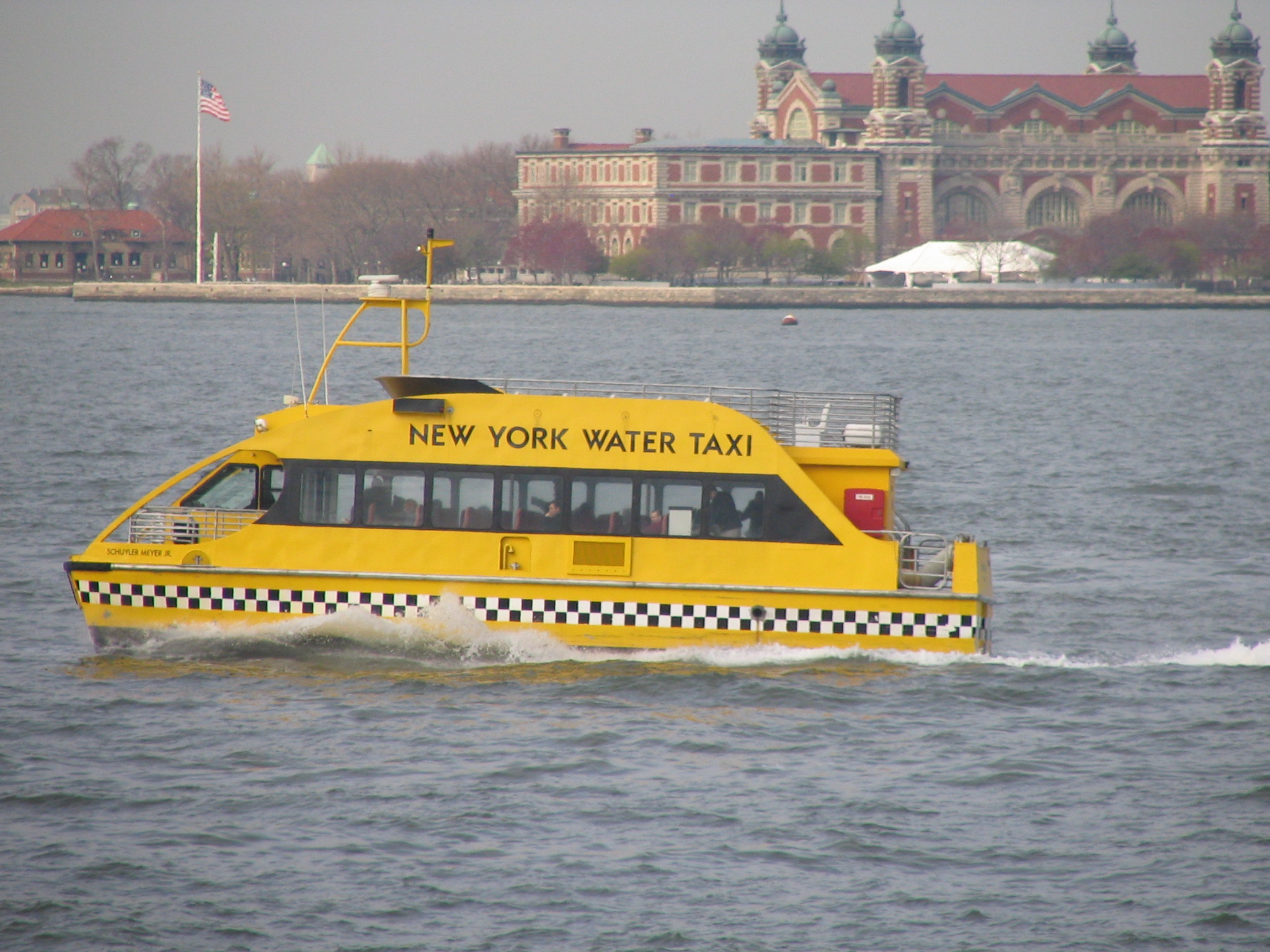
Wassertaxi in New York City (USA) 2006

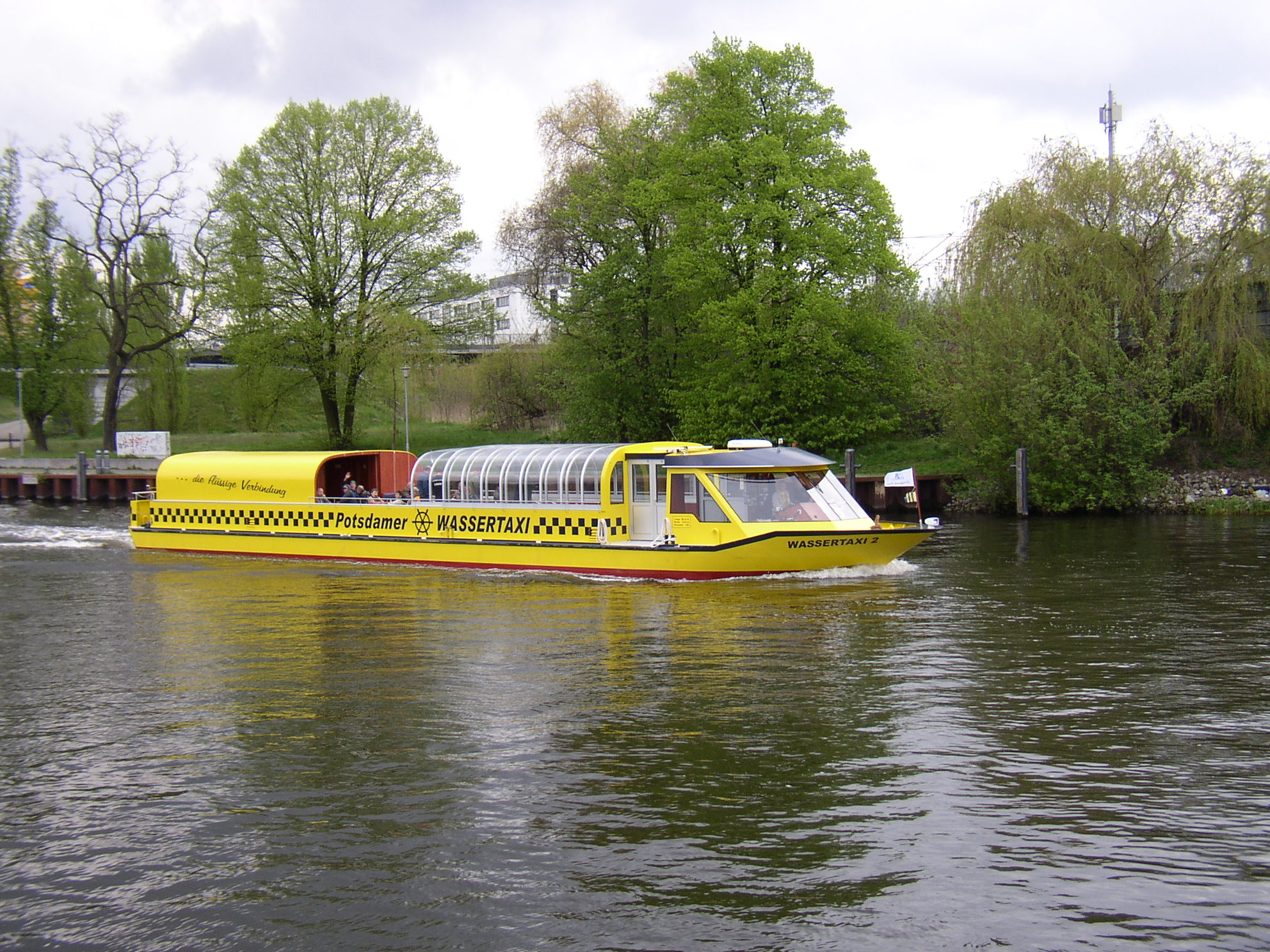
Wassertaxi auf der Havel in Potsdam (Deutschland), 2007

Mit dem Aufkommen von Außenbordmotoren konnten auch Boote mit Motorkraft bewegt und für einen Taxidienst auf Wasserstraßen genutzt werden. So entwickelte sich auch in von Flusslandschaften geprägten Ländern ein reger Taxenverkehr auf dem Wasser. Die sogenannten Wassertaxis ermöglichten es Passagieren, auch bei fehlender Infrastruktur mit erdgebundenen Straßen landestypisch bequem auf dem Wasserwege zu ihrem Bestimmungsziel zu gelangen. Wassertaxis besorgen bis heute als Nahverkehrsmittel etwa den Flussverkehr auf den Wasserstraßen Indonesiens, Thailands oder Französisch-Guayanas. Sie dienen als Verkehrsmittel in Lagunenstädten wie Venedig, als Zubringer in Häfen wie Hamburg oder Kopenhagen. Sie verkehren auf dem Zürichsee und verbinden Inseln und Ortschaften in Seenlandschaften miteinander wie beispielsweise in Hiddensee oder Istanbul. Die Bezeichnung „Wassertaxi“ scheint so attraktiv zu sein, dass Bootsunternehmer auf der Havel oder in den Gewässern um New York die bekannte figürliche Kennzeichnung mit der Würfelreihe, die gelbe Farbe und die Aufschrift „Wassertaxi“ sogar noch für ihre als Ausflugsboote für größere Gruppen ausgelegten Schiffe benutzen.

### Lufttaxi

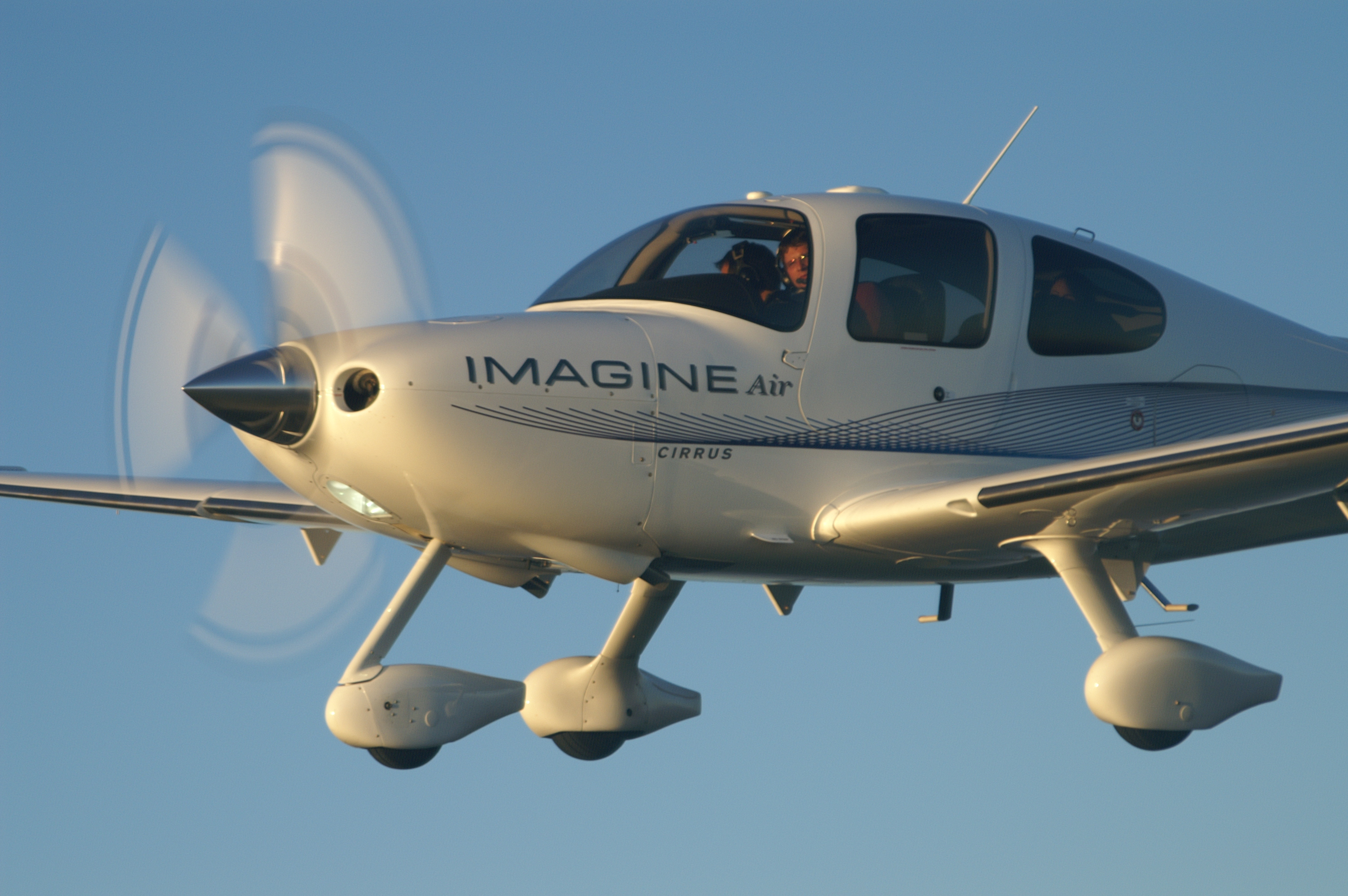
Cirrus SR22 der Lufttaxigesellschaft ImagineAir, 2008

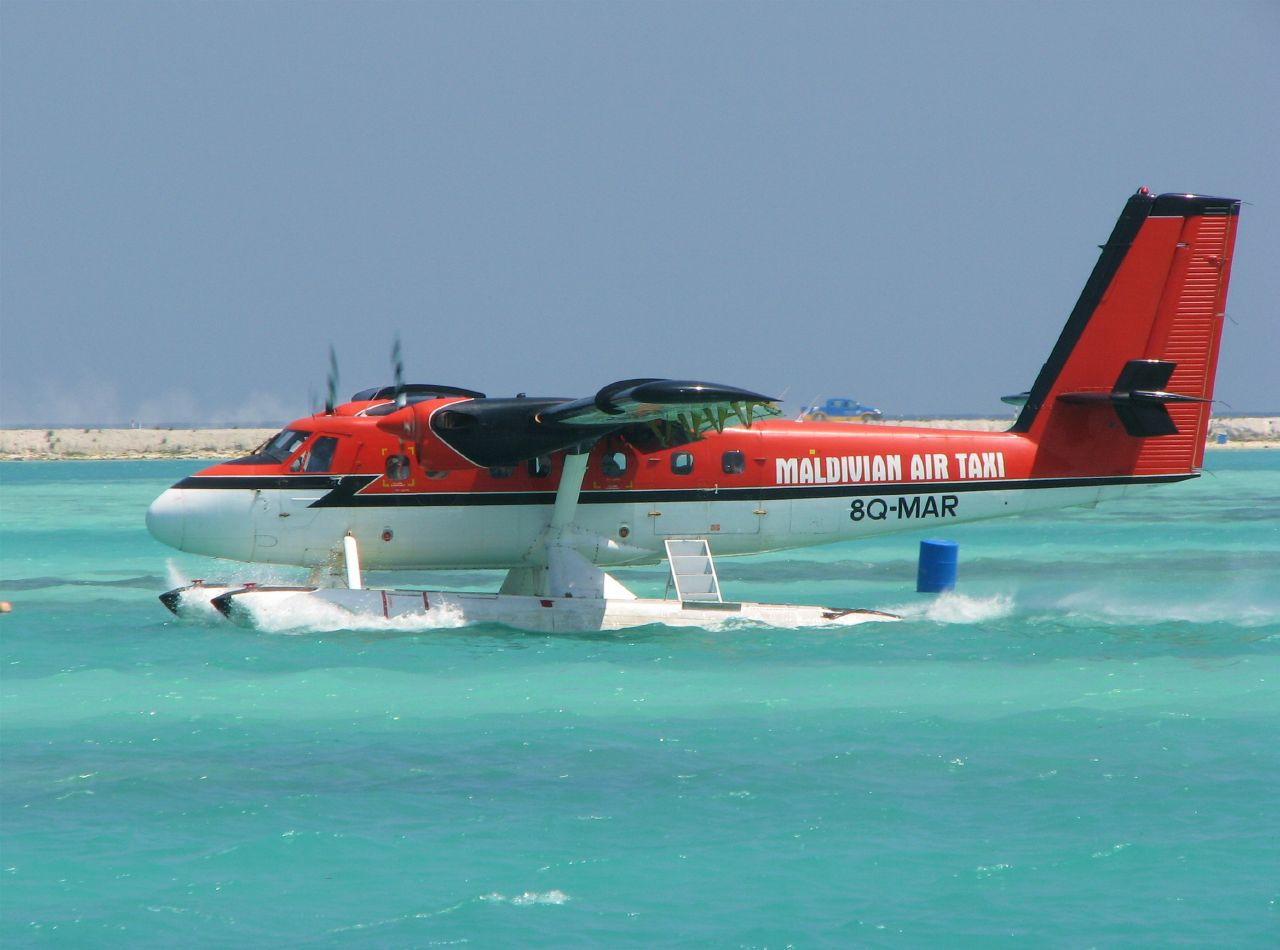
Wasserflugzeug der Maldivian Air Taxi, 2013

Als sich in der ersten Hälfte des 20. Jahrhunderts der motorisierte Luftverkehr entwickelte, boten sehr bald auch Piloten mittels ihrer Flugzeuge ihre Dienste für den privaten Personenverkehr an. In Anlehnung an die erdgebundene kommerzielle Personenbeförderung gaben sie ihrem Transportmittel den Namen „Lufttaxi“ oder „air taxi“. Diese neue Taxiart leistete auf Abruf den Personentransport auf Strecken, die über Land nicht oder nur schwer erreichbar waren. Sie befördern z. B. Menschen zwischen kleinen Inseln wie auf den Falklandinseln. Sie leisten Zubringerdienste zwischen dem Festland und einzelnen Inseln wie in Nordfriesland oder auf den Malediven. Sie schufen Luftverbindungen zu weiter auseinander liegenden Ortschaften oder Gehöften in Wüsten- oder Dschungelgebieten wie etwa in Australien, Neuseeland, Alaska oder Kanada.
In Deutschland bildete sich eine Lufttaxi Fluggesellschaft mit Sitz in Dortmund, die sich den Namen Lufttaxi Dortmund gab und mit vier Maschinen individuelle europaweite Geschäftsflüge betrieb, aber nach kurzer Zeit den Betrieb wieder einstellte.
Auf den Malediven schuf der Däne Lars-Erik Nielsen eine Flotte von 41 Maschinen des Flugzeugtyps Twin Otter mit der Basis Malé International Airport, die er „Maldivian Air Taxi“ taufte. Sie existierte von 1993 bis 2013 und fusionierte dann mit den Trans Maldivian Airways. Die für Starts und Landungen auf dem Wasser ausgelegten Maschinen verkehren seitdem mit dem Rufzeichen „Air-Taxi“. Sie betätigen sich als Inselzubringer für Touristen zu den etwa vierzig Inseln des Archipels und können bis zu achtzehn Reisende an Bord nehmen.
Der im Jahre 2005 gegründete, in Georgia / USA beheimatete Lufttaxianbieter ImagineAir bedient bis heute im privaten Charterbetrieb mit drei kleinen Maschinen des Typs Cirrus SR22 einen Luftraumradius von 600 Kilometern.